# Isla Agilkia
La isla Agilkia (también llamada isla Agilika) está situada en el cauce del río Nilo, al sur de Egipto. Es el actual emplazamiento de un complejo de templos del Antiguo Egipto, anteriormente situados en la cercana isla de File (Philae). Al construirse la presa de Asuán, el complejo fue desmantelado y reconstruido en esta isla, pues el creciente nivel de las aguas iba a inundar por completo el lugar.